# Eldama Ravine
Eldama Ravine ist eine Stadt mit etwa 32.000 Einwohnern im Baringo County in Kenia.
Die Stadt wurde 1887 gegründet. Während der britischen Kolonialzeit hieß die Stadt Shimoni. 1992 wurde die Stadt zum Town council ernannt. 1979 lebten knapp 4000 Menschen in Eldama Ravine, im Jahr 1999 war die Bevölkerung auf 10.500 Menschen angewachsen, 2008 wurde die Einwohnerzahl auf über 32.000 geschätzt.

## Sport
Seit 2014 veranstaltet die Stadt Eldama Ravine jährlich im September den Chemususu Dam Half Marathon. Neben einem Halbmarathon auf hügeliger Strecke wird auch ein 10 km Straßenlauf durchgeführt.

## Söhne und Töchter der Stadt
- Jonah Birir (* 1971), Mittelstreckenläufer
- Matthew Kiprotich Birir (* 1972), Mittelstreckenläufer
- Eunice Jepkorir Kertich (* 1982), Langstrecken- und Hindernisläuferin